# Ruicheng
Ruicheng, tidigare romaniserat Juicheng, är ett härad som lyder under Yunchengs stad på prefekturnivå i Shanxi-provinsen i norra Kina.
Vid byn Xihoudu finns en arkeologiskt utgrävningsplats med fynd av mänskliga aktiviteter från tidig paleolitikum, ca 1,8 miljoner år före nutid.

## Källa
1. ↑  http://www.geohive.com/cntry/CN-14_ext.aspx
2. ↑  ”worldpostmarks.net”. Arkiverad från originalet den 2 januari 2015. https://web.archive.org/web/20150102101710/http://worldpostmarks.net/HTML%20Countries/china.htm. Läst 9 maj 2015.
3. ↑  ”Xihoudu Site” (på engelska). 中国文化网, ChinaCulture.org. http://en.chinaculture.org/library/2008-02/15/content_33639.htm. Läst 24 juli 2017.